# Moniliformis
Moniliformis, rod parazitskih crva reda Moniliformida, koljeno Acanthocephala, koji obuhvaća 12 ili 13 vrsta.
- Moniliformis acomysi Ward and Nelson, 1967,
- Moniliformis cestodiformis (Linstow, 1904),
- Moniliformis clarki (Ward, 1917),
- Moniliformis convolutus Meyer, 1932,
- Moniliformis erinacei Southwell and Macfie, 1925,
- Moniliformis gracilis (Rudolphi, 1819),
- Moniliformis kalahariensis Meyer, 1931,
- Moniliformis monechinus (Linstow, 1902),
- Moniliformis semoni (Linstow, 1898),
- Moniliformis spiradentatis Mcleod, 1933,
- Moniliformis spiralis Subrahmanian, 1927,
- Moniliformis travassosi Meyer, 1932
- Moniliformis moniliformis (sinonimi: Echinorhynchus belgicus; Echinorhynchus canis; Echinorhynchus grassi; Echinorhynchus miniliformis; Moniliformis dubius; Moniliformis miniliformis siciliensis; Moniliformis moniliformis agypticus)